# Queratometría
En Optometría y en Oftalmología, una queratometría (de queratos que es 'cuerno, córnea) es una prueba realizada a un paciente en la que se determinan los parámetros de su córnea, tales como la medida de sus radios de curvatura de sus superficies (puesto que la córnea no suele ser esférica, con el mismo radio de curvatura en todos sus puntos).

## El queratómetro
El aparato para medir estos parámetros se llama queratómetro, queratoscopio o bien oftalmómetro y está presente en cualquier gabinete de Optometría o de Oftalmología. Este aparato tiene forma de cañón, por donde se proyecta la luz que va a parar al ojo del paciente. Su funcionamiento básico es el siguiente: con el paciente colocado mirando de frente al Óptico por la mirilla del queratómetro, un rayo de luz viaja por el aparato hasta reflejarse de una manera determinada en un espejo convexo, y esta reflexión es la que nos dará la curvatura de los ejes principales de la córnea.
El queratómetro es el aparato apropiado para determinar el astigmatismo corneal de un paciente, es decir, el grado de borrosidad en un eje determinado de visión.
- Datos: Q991265